# 서울 경전철 위례선
서울 경전철 위례선(서울 輕電鐵 慰禮線)은 마천역에서 복정역과 남위례역을 이을 예정인 서울 경전철 노선이다. 무가선 저상 노면전차 체계로 계획됐다. 노선명은 과거 지명인 위례성과 현재 지명인 위례신도시에서 따왔다.

## 개요
위례신도시 광역교통개선대책에 따라 신설되는 위례신도시의 내부 교통망으로, 신도시 내부 대중교통 전용지구인 트랜짓몰(transit mall)에서 운행하게 될 노면전차 노선이다. 마천역~위례중앙역~복정역 간 본선과 위례중앙역~추가역 간 지선으로 나뉜다. 총 5.0 km의 구간에 12개의 역이 촘촘하게 지어진다.
버스중앙전용차도와 마찬가지로 긴급자동차 외 일반자동차, 화물차, 이륜자동차, 자전거는 통행 할 수 없다.

## 연혁
- 2008년 7월 31일: 위례신도시 광역교통개선대책 승인[2]
- 2018년 7월 초: 민자적격성 조사 결과 부적격 판정에 따라 공공사업으로 전환됨[3]
- 2020년 11월 3일: 위례선 도시철도 건설사업 기본계획 승인[4]
- 2021년 12월 31일: 착공[5]
- 2024년 9월 24일: 모든 역의 역명심위위원회에서 통과되었다. 106번 역 위례별역으로 결정되었다.[6]
- 2026년 5월: 개통 예정

## 차량
- 가칭 WY000호대 전동차(10편성)[7]

## 노선
| 역번 | 역명           | 한자           | 영어                 | 접속 노선                                     | 역간 거리 | 누적 거리 | 소재지     | 소재지 |
| ---- | -------------- | -------------- | -------------------- | --------------------------------------------- | --------- | --------- | ---------- | ------ |
|      |                |                |                      |                                               |           |           |            |        |
| 101  | 마천           | 馬川           | Macheon              | ● 수도권 전철 5호선                           | 0.0       | 0.0       | 서울특별시 | 송파구 |
| 102  | 북위례         | 北慰禮         | Bugwirye             |                                               |           |           | 서울특별시 | 송파구 |
| 103  | 위례솔         | 慰禮솔         | Wiryesol             |                                               |           |           | 서울특별시 | 송파구 |
| 104  | 덕수고등학교   | 德壽高等學校   | Deoksu High School   |                                               |           |           | 서울특별시 | 송파구 |
| 105  | 위례호수공원   | 慰禮湖水公園   | Wirye Lake Park      |                                               |           |           | 서울특별시 | 송파구 |
| 106  | 위례별         | 慰禮별         | Wiryebyeol           |                                               |           |           | 서울특별시 | 송파구 |
| 107  | 위례중앙광장   | 慰禮中央廣場   | Wirye Jungang Square |                                               |           |           | 경기도     | 성남시 |
| 108  | 위례역사공원   | 慰禮歷史公園   | Wirye History Park   | 지선                                          |           |           | 경기도     | 성남시 |
| 111  | 위례스마트시티 | 慰禮스마트시티 | Wirye Smart City     |                                               |           |           | 경기도     | 성남시 |
| 112  | 복정           | 福井           | Bokjeong             | ● 수도권 전철 8호선 ● 수도권 전철 수인·분당선 | 4.4       | 4.4       | 서울특별시 | 송파구 |

### 지선
| 역번 | 역명           | 한자           | 영어               | 접속 노선           | 역간 거리 | 누적 거리 | 소재지 | 소재지 |
| ---- | -------------- | -------------- | ------------------ | ------------------- | --------- | --------- | ------ | ------ |
|      |                |                |                    |                     |           |           |        |        |
| 108  | 위례역사공원   | 慰禮歷史公園   | Wirye History Park | 본선                | 0.0       | 0.0       | 경기도 | 성남시 |
| 109  | 위례트램스퀘어 | 慰禮트램스퀘어 | Wirye Tram Square  |                     | 0.3       | 0.3       | 경기도 | 성남시 |
| 110  | 남위례         | 南慰禮         | Namwirye           | ● 수도권 전철 8호선 | 0.6       | 0.6       | 경기도 | 성남시 |

## 같이 보기
- 위례신도시